# سفارة الدنمارك في بولندا
سفارة الدنمارك في بولندا هي أرفع تمثيل دبلوماسي لدولة الدنمارك لدى بولندا. تقع السفارة في وهي تهدف لتعزيز المصالح الدنماركية في بولندا.

## وصلات خارجية
- الموقع الرسمي
- قائمة سفارات الدنمارك
- قائمة السفارات في بولندا